# گمینا موژشچن
گمینا موژشچن (به لهستانی:  Gmina Morzeszczyn) یک گمینا در لهستان است که در شهرستان تچف واقع شده‌است. گمینا موژشچن ۹۱٫۲۲ کیلومتر مربع مساحت و ۳٬۸۰۱ نفر جمعیت دارد.